# Бесемер (Алабама)
Бесемер (енгл. Bessemer) град је у америчкој савезној држави Алабама. По попису становништва из 2010. у њему је живело 27.456 становника.

## Демографија
Према попису становништва из 2010. у граду је живело 27.456 становника, што је 2.216 (7,5%) становника мање него 2000. године.
| Група             | 2000.          | 2010.          |
| Белци             | 8.458 (28,5%)  | 6.482 (23,6%)  |
| Афроамериканци    | 20.638 (69,6%) | 19.546 (71,2%) |
| Азијати           | 52 (0,2%)      | 53 (0,2%)      |
| Хиспаноамериканци | 338 (1,1%)     | 1.113 (4,1%)   |
| Укупно            | 29.672         | 27.456         |